# 钴酸镍
钴酸镍是一种无机化合物，化学式为NiCo2O4，按价态表示写作Co2+[Ni3+Co3+]O4。它可通过蒸发1:2摩尔比的硝酸镍和硝酸钴溶液，再在350~400 °C热分解得到。它和硫化钠在180 °C进行水热反应，可以得到NiCo2S4；和亚硒酸钠、联氨水热反应，可以得到NiCo2Se4。